# 戌角柾
戌角柾（日语：／ Inuzumi Masaki，11月8日—），日本插畫家。此外還有負責遊戲原畫和人物設定。2013年，負責插圖的《當不成勇者的我，只好認真找工作了。》決定動畫化，同年10月至12月播出。

## 作品列表

### 輕小說
- 九罰的惡魔召召喚術

- 著者：折口良乃
- 叢書：〈電擊文庫〉
- 出版社：ASCII Media Works
- 單行本：全4冊

- 當不成勇者的我，只好認真找工作了。[2]

- 著者：左京潤
- 叢書：〈富士見Fantasia文庫〉
- 出版社：富士見書房
- 單行本：全10冊

- 著者：門倉敬介
- 叢書：〈富士見Fantasia文庫〉
- 出版社：富士見書房
- 單行本：全1冊

- - 著者：秋月月日
  - 叢書：〈富士見Fantasia文庫〉
  - 出版社：富士見書房
  - 單行本：全1冊

### 漫畫
- 當不成勇者的我，只好認真找工作了。 ※人物原案。
  - 原作：左京潤、作畫：森美
  - 連載：《月刊Dragon Age》
  - 出版社：富士見書房

- 當不成勇者 ～當不成勇者的我，只好認真找工作了。～ ※人物原案。
  - 原作：左京潤、作畫：柚木Gao
  - 連載：《YOUNG GANGAN》
  - 出版社：史克威爾艾尼克斯

### 遊戲原畫
- ANGEL NAVIGATE（日语：ANGEL NAVIGATE）（Aries（日语：ぺんしる#Aries），2009年）
- （Aries，2011年）
- 我的女友表裡不一（Aries，2012年）
- 不需要再要求什麼了姊妹們（日语：ナイものねだりはもうお姉妹）（Aries，2013年）
- SCRAMBLE LOVERS（Aries，2014年）[3]
- （Aries，2016年）[4]

## 外部連結
- 戌角柾的X（前Twitter） （日語）
- N,s Apple Web （日語）—戌角柾的官方個人網站。